# Kyösti Kallio

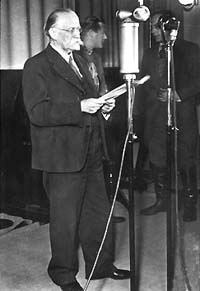
Kallio in 1940

Kyösti Kallio (Ylivieska, 10 april 1873 - Helsinki, 19 december 1940) was van 1937 tot 1940 de vierde president van Finland. Hij werd geboren als Gustaf Kallio. Hij verfinste zijn naam tot Kyösti Kallio.

## Vroege carrière
Kallio kwam uit een familie van boeren. Zijn vader was boer en een lokaal politicus. In 1906 werd Kyösti Kallio lid van de nieuwe Finse Agrarische Partij. Hij groeide uit tot een van haar partijleiders. In 1907 werd hij voor de Agrarische Partij in het Finse parlement gekozen. Van 1909 tot 1919 was hij voorzitter van de Agrarische Partij.

## Minister van Landbouw
In 1917 werd hij voor het eerst minister van Landbouw onder de sociaaldemocraat Oskari Tokoi. Hij bleef minister van Landbouw onder Pehr Evind Svinhufvud en Juho Kusti Paasikivi. In januari 1918 brak de Finse Burgeroorlog uit en Kallio dook onder in Helsinki, het bolwerk van de Finse Socialistische Radenrepubliek. Met behulp van een Duits expeditieleger en het Witte Leger onder generaal Mannerheim werd het Rode Leger van de radenrepubliek verslagen.
De Duitsers en Pehr Svinhufvud streefden naar een constitutionele monarchie onder de Duitse prins Friedrich Karl von Hessen (Väinö I van Finland), terwijl Kallio en de Agrariërs naar een constitutionele republiek streefden. Nadat het Duitse Keizerrijk was verslagen in november 1918, verdween het idee van een monarchie in de ijskast.
Opnieuw werd Kallio minister van Landbouw (1919-1922) en hij voerde een gematigde landhervorming door. In 1922 vormde hij zijn eerste kabinet. Hij trad streng op tegen de communisten. In 1923 verbood hij de Finse Communistische Partij. In 1922 werd zijn "Lex Kallio"-wet aangenomen. Deze wet maakte het de staat mogelijk om land te kopen om nieuwe landbouwnederzettingen te kunnen stichten.
Kallio bleef premier tot 1924. Van 1925 tot 1926 en van 1929 tot 1930 was hij opnieuw premier. In 1930 vroeg de extreemrechtse Lapua-beweging hem om haar leider te worden. Toen Kallio weigerde werd hij systematisch tegengewerkt door de Lapua-beweging. Hij ontving zelfs doodsbedreigingen. Uiteindelijk wist de Lapua-beweging hem ten val te brengen. Van 7 oktober 1936 tot 12 maart 1937 was hij voor de laatste maal premier.

## President van Finland
In 1937 werd Kallio als kandidaat van de Agrarische, sociaaldemocratische en conservatieven kiesmannen tot president van Finland gekozen. Kallio was een totaal andere figuur dan zijn voorganger, Svinhufvud. Svinhufvud was een autoritaire president die een tegenstander was van de sociaaldemocraten, Kallio was gematigd en niet autoritair. Kyösti Kallio trad strikt op binnen de grondwettelijke perken.
Tijdens Kallio's presidentschap brak de Winteroorlog tussen Finland en de Sovjet-Unie uit. Kallio verzette zich tegen territoriale concessies aan de Sovjet-Unie, maar hij was gedwongen om vrede te sluiten met de Sovjet-Unie (1940) en toch akkoord te gaan met de eisen van de Sovjet-Unie.

## De dood van Kallio
De gezondheid van Kallio ging het laatste jaar van zijn presidentschap hard achteruit. In augustus 1940 kreeg hij een beroerte waarna zijn rechterarm verlamde. Premier Risto Heikki Ryti nam sindsdien het presidentschap waar. Op 28 november 1940 legde Kallio zijn ambt neer en werd Ryti waarnemend president. Op 19 december zou Kallio naar Nivala vertrekken waar zijn boerderij was. Tijdens een afscheidsceremonie op het station van Helsinki zakte hij in elkaar en overleed ter plekke in - naar men zegt - de armen van maarschalk Mannerheim.
Kyösti Kallio was niet betrokken bij de geheime besprekingen met Duitsland om een nieuwe oorlog - de Vervolgoorlog - tegen de Sovjet-Unie te beginnen.